# ジョー・バナシャク
ジョー・バナシャク（Joe Banashak、1923年2月15日 – 1985年10月23日）は、ルイジアナ州ニューオーリンズを拠点に活動したレコード・レーベル経営者、音楽プロデューサー。1950年代から1960年代にかけ、当時のニューオーリンズの音楽シーンにおいて重要な作品を多くリリースしたミニット・レコード、インスタント・レコードを設立、経営したことで知られる。

## 来歴
1923年2月15日、メリーランド州ボルティモアに生まれた。10代の頃からジャズを聴くようになる。第二次世界大戦に出征し、帰国後ヒューストンに住み結婚した。
1950年代半ばにニューオーリンズへ拠点を移し、レコードの販売事業を始める。1959年、地元のDJ/音楽プロモーターのラリー・マッキンリーと共同でミニット・レコードを設立した。ミニットでは翌1960年にアラン・トゥーサンを迎え入れ、彼のプロデュースの下、レコードが作られるようになった。
ミニットは1961年、インペリアル・レコードと配給契約を締結。同年ミニットよりリリースとなったアーニー・ケイドーの「Mother-In-Law」はBillboard Hot 100の1位という大ヒットを記録した。しかし、インペリアルとの契約に対して不満を持ったバナシャクは同年、レコード店を経営していたアーヴィン・スミスを新たなパートナーとし、 インスタント・レコードを設立する。インスタントでは、クリス・ケナーが「I Like It Like That」 (1961年)、「Land of 1000 Dances (ダンス天国)」(1962年)をリリースしヒットさせた。
バナシャクは、この他アロン(Alon=ニューオーリンズを意味するNolaを逆さまにした名称)、テューンケル(Tune-Kel)、そしてバナシャク家のBを意味するセヴンBといったレーベルも立ち上げている。これらバナシャクが立ち上げたレコード・レーベルは1970年代に入った頃にはいずれも活動を停止している。
バナシャクは、1985年10月23日、アトランタ空港で心臓発作に見舞われ死去した。62歳だった。